# Aphanopus carbo
Aphanopus carbo (Lowe, 1839), il pesce sciabola oceanico.  è un pesce osseo marino appartenente alla famiglia Trichiuridae.

## Descrizione
L'aspetto di questo animale è quasi identico a quello del pesce sciabola mediterraneo. Come questo ha corpo molto allungato e compresso lateralmente, nastriforme. Gli occhi sono molto grandi e la bocca ampia e armata di denti pugnaliformi, lunghi e appuntiti. Le pinne ventrali sono assenti negli adulti e ridottissime nei giovani. La pinna dorsale presenta una netta incisione mediana assente in L. caudatus. Il colore è nero lucente con riflessi bronzei iridescenti. Anche la bocca e le branchie sono nere.
La taglia massima è di 110 cm (eccezionalmente fino a 145 cm), la taglia media è attorno ai 70 cm.

## Distribuzione e habitat
Vive su entrambe le coste dell'Oceano Atlantico settentrionale a nord fino allo stretto di Danimarca (tra Islanda e Groenlandia) e a sud fino al 30º parallelo nord. È sconosciuto nel mar Mediterraneo. Ha abitudini batipelagiche (i giovanili sono però mesopelagici) e si incontra a profondità comprese tra 200 e 1700 metri.

## Biologia
Notturno.

### Alimentazione
Si porta di notte in acque aperte dove caccia crostacei, cefalopodi e pesci (Macrouridae, Alepocephalidae e Moridae).

### Riproduzione
Avviene dall'autunno alla primavera a qualche centinaio di metri di profondità. Le uova e le larve sono pelagiche. La maturità sessuale viene raggiunta a circa 80 cm di lunghezza.

## Pesca
È una specie importante per la pesca commerciale. Viene catturato prevalentemente con palamiti di alta profondità e, come cattura accessoria, con le reti a strascico. Particolarmente importante a Madeira dove è molto apprezzato come pesce da tavola. Gli stati che catturano le maggiori quantità sono il Portogallo e, molto più indietro, la Francia.